# Scala maggiore armonica
La scala maggiore armonica, detta anche scala di Hauptmann, è una scala di modo maggiore con il VI grado abbassato di un semitono. Si dice armonica perché ha l'intervallo tra la sopradominante e la sensibile di tre semitoni, che ricorda la scala minore armonica. 
Scala di Do maggiore armonica:
Do, Re, Mi, Fa, Sol, La♭, Si